# Marceau Garnier
Marceau Garnier (ur. 6 marca 2001) – francuski i nowokaledoński wspinacz sportowy, wicemistrz igrzysk europejskich, mistrz Oceanii juniorów i wicemistrz Oceanii seniorów. Pochodzi z Numei, mieszka w Voiron.

## Wyniki

### Reprezentacja Nowej Kaledonii
| Impreza                      | Rok  | Gospodarz | bouldering | prowadzenie | na szybkość |
| ---------------------------- | ---- | --------- | ---------- | ----------- | ----------- |
| Mistrzostwa Oceanii          | 2017 | Numea     | —          | —           | 02 !        |
| Mistrzostwa Oceanii juniorów | 2016 | Sidney    | —          | 03 !        | —           |
| Mistrzostwa Oceanii juniorów | 2017 | Numea     | 6          | 03 !        | 01 !        |

### Reprezentacja Francji
| Impreza                     | Rok  | Gospodarz | na szybkość |
| --------------------------- | ---- | --------- | ----------- |
| Igrzyska europejskie        | 2023 | Tarnów    | 02 !        |
| Mistrzostwa Europy juniorów | 2018 | Imst      | 13          |
| Mistrzostwa Europy juniorów | 2019 | Woroneż   | 7           |